# Atletisme als Jocs Olímpics d'Estiu de 1928 - 4x100 metres relleus femenins
Els 4x100 metres relleus femenins va ser una de les proves del programa d'atletisme disputades durant els Jocs Olímpics d'Amsterdam de 1928. La prova es va disputar el 4 i 5 d'agost de 1928 i hi van prendre part 32 atletes de 8 nacions diferents.

## Medallistes
| Or                                                             | Plata                                                                       | Bronze                                                                |
| CanadàMyrtle Cook · Ethel Smith · Bobbie Rosenfeld · Jane Bell | Estats UnitsJessica Cross · Loretta McNeil · Betty Robinson · Mary Washburn | AlemanyaAnni Holdmann · Helene Junker · Rosa Kellner · Helene Schmidt |

## Resultats

### Sèries
Les sèries es van disputar el 4 d'agost de 1928. Els tres millors equips passaven a la final.
Sèrie 1
| Pos. | País          | Atletes                                                                | Temps | Notes |
| ---- | ------------- | ---------------------------------------------------------------------- | ----- | ----- |
| 1    | Canadà        | Ethel Smith, Bobbie Rosenfeld, Myrtle Cook, Jane Bell                  | 49.3  | Q, WR |
| 2    | Països Baixos | Lies Aengenendt, Rie Briejèr, Jeanette Grooss, Bets ter Horst          | 50.4  | Q     |
| 3    | França        | Georgette Gagneux, Yolande Plancke, Marguerite Radideau, Lucienne Velu | 51.0  | Q     |
| 4    | Suècia        | Maud Sundberg, Inga Gentzel, Emy Pettersson, Ruth Svedberg             | 53.2  |       |

Sèrie 2
| Pos. | País         | Atletes                                                                  | Temps | Notes |
| ---- | ------------ | ------------------------------------------------------------------------ | ----- | ----- |
| 1    | Estats Units | Jessie Cross, Loretta McNeil, Betty Robinson, Mary Washburn              | 49.8  | Q     |
| 2    | Alemanya     | Anni Holdmann, Leni Junker, Rosa Kellner, Leni Schmidt                   | 49.8  | Q     |
| 3    | Itàlia       | Luigia Bonfanti, Giannina Marchini, Derna Polazzo, Vittorina Vivenza     |       | Q     |
| 4    | Bèlgica      | Elise Van Truyen, Rose Van Crombrugge, Juliette Segers, Léontine Stevens |       |       |

### Final
| Pos. | País          | Temps | Notes | Atletes                                                                |
| ---- | ------------- | ----- | ----- | ---------------------------------------------------------------------- |
| 1    | Canadà        | 48.4  | WR    | Ethel Smith, Bobbie Rosenfeld, Myrtle Cook, Jane Bell                  |
| 2    | Estats Units  | 48.8  |       | Jessie Cross, Loretta McNeil, Betty Robinson, Mary Washburn            |
| 3    | Alemanya      | 49.0  |       | Anni Holdmann, Leni Junker, Rosa Kellner, Leni Schmidt                 |
| 4    | França        | 49.6  |       | Georgette Gagneux, Yolande Plancke, Marguerite Radideau, Lucienne Velu |
| 5    | Països Baixos | 49.8  |       | Lies Aengenendt, Rie Briejèr, Jeanette Grooss, Bets ter Horst          |
| 6    | Itàlia        | 53.6  |       | Luigia Bonfanti, Giannina Marchini, Derna Polazzo, Vittorina Vivenza   |